# Серджо Бертони
Серджо Бертони (на италиански: Sergio Bertoni) е италиански футболист, нападател и треньор.

## Кариера
Сержо Бертони е роден в района Порта Нуова в Пиза. В същия град той започва кариерата си в местния Пиза Калчо, който играе в Серия Б. Там, Бертони прекарва 3 сезона, играе в 119 мача и отбелязва 41 гола. През 1938 г. преминава в Дженоа, като дебютира в Купа Митропа срещу Спарта Прага. 1 август в реванша от полуфиналите на същия турнир със Славия Прага, счупва малък пищял и голям пищял, поради което почти целия сезон не излиза на терена. Поради нараняванията си, Серджо прави дебюта си с Дженоа в Серия А едва на 28 май 1939 г. в последния кръг на шампионата в среща с Ливорно, в която отборът му губи с 0:1. В Дженоа остава до 1946 г., като има 135 мача за клуба във всички турнири, и е отбелязва 23 гола. След това играе в Бреша, Модена и Специя, където завършва кариерата си.
След завършването на кариерата си, Бертони става треньор. Той води само Специя в 3 различни периода.

### Национален отбор
Като част от италианския национален отбор, Бертони участва в олимпиадата в Берлин през 1936 г. В първия мач на турнира срещу американския отбор той влиза като резерва. Във втората среща на 7 август 1936 г. в мач с Япония в който неговият отбор печели с 8:0, Бертони вече е титуляр. След това той играе в още 2 мача, в които италианците печелят и стават победители в Олимпийските игри. След травмата Бертони не играе 1 година с екипа на „скуадра адзура“, но е повикан за Световното първенство във Франция, където обаче не играе. След това той изиграва още 3 мача за националния отбор през 1940 г., в един от които отбелязва единственият си гол за националния отбор, като поразява вратата на Германия.

## Отличия

### Международни
Италия
- Олимпийски златен медал: 1936
- Световно първенство по футбол: 1938